# Marta Sirotkina
Marta Aleksandrovna Sirotkina (in russo Марта Александровна Сироткина?; Mosca, 22 marzo 1991) è un'ex tennista russa.

## Biografia
Nel circuito ITF ha vinto 24 titoli di cui 12 in singolare e altrettanti in doppio. 
Come professionista ha perso all'ultimo turno di qualificazioni a Wimbledon per mano di Melinda Czink. Nel ranking mondiale WTA la sua migliore posizione è stata la numero 115 in singolo, mentre in doppio la 141.
Marta Sirotkina è inattiva dal 2016, anno in cui è rimasta incinta: ha partorito un maschio, Leo. Il suo compagno è il tennista britannico Oliver Golding.

## Statistiche

### Singolare

#### Vittorie (12)
| Torneo $100.000 (0) |
| Torneo $75.000 (1)  |
| Torneo $50.000 (0)  |
| Torneo $25.000 (4)  |
| Torneo $15.000 (0)  |
| Torneo $10.000 (7)  |

| N.  | Data              | Torneo                                                | Superficie  | Avversaria in finale   | Punteggio     |
| 1.  | 11 aprile 2010    | Palmera Beach Resort, Ain Elsokhna-Suiz               | Terra rossa | Ekaterine Gorgodze     | 6-3, 6-1      |
| 2.  | 12 settembre 2010 | Torneo Internacional Femenino Villa de Madrid, Madrid | Cemento     | Naomi Broady           | 4-6, 6-4, 6-4 |
| 3.  | 7 novembre 2010   | GD Tennis Cup, Antalya                                | Cemento     | Martina Balogová       | 6-2, 6-0      |
| 4.  | 12 dicembre 2010  | Al Habtoor Future Challenge, Dubai                    | Cemento     | Mihaela Buzărnescu     | 6-0, 6-0      |
| 5.  | 20 marzo 2011     | Pro Series Bath, Bath                                 | Cemento     | Giulia Gatto-Monticone | w/o           |
| 6.  | 24 aprile 2011    | GD Tennis Cup 13, Antalya                             | Cemento     | Yana Bučina            | 6-1, 6-0      |
| 7.  | 5 giugno 2011     | ITF Women's Circuit Bangkok 4, Bangkok                | Cemento     | Luksika Kumkhum        | 6-4, 6-3      |
| 8.  | 19 febbraio 2012  | Linköping Ladies, Linköping                           | Cemento     | Milana Špremo          | 6-1, 6-3      |
| 9.  | 1º aprile 2012    | Chang ITF Thailand Pro Circuit Phuket, Phuket         | Cemento     | Claire Feuerstein      | 7-5, 7-6      |
| 10. | 27 maggio 2012    | Karyizawa Yonex Open, Karuizawa                       | Erba        | Junri Namigata         | 6-4, 2-6, 6-4 |
| 11. | 3 novembre 2013   | AEGON Pro Series Barnstaple, Barnstaple               | Cemento (i) | Kristýna Plíšková      | 6-7, 6-3, 7-6 |
| 12. | 17 agosto 2014    | AEGON Pro Series Foxhills, Woking                     | Cemento     | Ana Bogdan             | 7-5, 6-3      |

### Doppio

#### Vittorie (12)
| Torneo $100.000 (1) |
| Torneo $75.000 (0)  |
| Torneo $50.000 (0)  |
| Torneo $25.000 (7)  |
| Torneo $15.000 (0)  |
| Torneo $10.000 (4)  |

| N.  | Data             | Torneo                                        | Superficie  | Compagna           | Avversarie in finale                 | Punteggio         |
| 1.  | 17 maggio 2009   | Megafon Svetlana Dreamcup, San Pietroburgo    | Cemento     | Yulyja Kalabina    | Avgusta Tsybyševa Marija Žarkova     | 6-1, 6-2          |
| 2.  | 7 giugno 2009    | Bukhara Womens, Bukhara                       | Cemento     | Anna Bražnikova    | Ksenija Palkina Arina Rodionova      | 3–6, 6–4, [11–9]  |
| 3.  | 11 aprile 2010   | Palmera Beach Resort, Ain Elsokhna-Suiz       | Terra rossa | Anna Bražnikova    | Audrey Bergot Chanel Simmonds        | 6-3, 6-3          |
| 4.  | 31 ottobre 2010  | Republican Girls, Istanbul                    | Cemento     | Oksana Kalašnikova | Ekateryna Bychkova Iryna Brémond     | 6-3, 6-1          |
| 5.  | 7 novembre 2010  | GD Tennis Cup, Antalya                        | Cemento     | Nigina Abduraimova | Julija Samuseva Ekaterina Yakovleva  | 3–6, 6–1, [10–7]  |
| 6.  | 14 novembre 2010 | GD Tennis Cup, Antalya                        | Cemento     | Nikola Fraňková    | Darija Salnikova Nicola Slater       | 3–6, 7–5, [10–5]  |
| 7.  | 16 febbraio 2012 | Winter Moscow Open, Mosca                     | Cemento     | Oksana Kalašnikova | Tatiana Kotelnikova Lіdzіja Marozava | 7–6, 4–6, [11–9]  |
| 8.  | 25 marzo 2012    | Chang ITF Thailand Pro Circuit Phuket, Phuket | Cemento     | Natela Dzalamidze  | Chan Chin-wei Zheng Saisai           | 6-4, 6-1          |
| 9.  | 22 aprile 2012   | Namangan Women's Tournament, Namangan         | Cemento     | Oksana Kalašnikova | Naomi Broady Paula Kania             | 6-2, 7-5          |
| 10. | 29 luglio 2012   | President's Cup, Astana                       | Cemento     | Oksana Kalašnikova | Ljudmyla Kičenok Nadežda Kičenok     | 3–6, 6–4, [10–2]  |
| 11. | 20 luglio 2013   | AEGON Pro Series Foxhills, Woking             | Cemento (i) | Tara Moore         | Kanae Hisami Mari Tanaka             | 4-6, 6-1, [10-7]  |
| 12. | 8 marzo 2014     | AEGON Pro Series Preston, Preston             | Cemento (i) | Tara Moore         | Timea Bacsinszky Kristina Barrois    | 3–6, 6–1, [13–11] |